# Antoni Torró i Sansalvador
Pare Antoni Torró Sansalvador OFM, (Cocentaina 1887 - Alcoi 1937) va ser un teòleg franciscà, doctor en filosofia.
Professà en l'orde franciscà en 1905. En 1913 va ser ordenat presbíter i va ser enviat a Roma durant dos anys per perfeccionar els seus estudis en filosofia. Més endavant va ser professor i director del col·legi la Concepció d'Ontinyent. En 1929 va obtenir el títol de doctor en Filosofia i Lletres, per la Universitat Central, Madrid.
La seua tesi doctoral estava centrada en el filòsof valencià Joan Lluís Vives. Enfront de l'europeisme que altres estudiosos trobaven en Vives, el pare Torró defensà el caràcter nacional espanyol de la seua obra.
El pare Torró va ser autor de nombroses conferències, ponències i cursets. Entre la seua obra cal destacar:
- Progreso armónico (estudi social).
- Teoría del Arte.
- Estudios sobre los místicos españoles.
- La mística franciscana (conferència).
- San Francisco de Asís.Il·lustrat per Benlliure
- Los caminos del amor en las almas.
- Luis Vives, pedagogo (conferència).
- La pedagogía científica según Luis Vives (tesi doctoral).
- El progreso material y la felicidad del hombre.
- Filosofía del espíritu franciscano.
- Filosofía de la Hispanidad.

L'obra més important del pare Torró, Filosofía de la Hispanidad, és definida per Ramiro de Maeztu com que aporta tres contribucions valuoses: la del seu catolicisme, el seu valencianisme i el seu franciscanisme. Així mateix també indica que mentre que altres països sempre han subratllat els elements òntics: França, la terra; Anglaterra i Alemanya, la raça. Espanya, per contra, ha emfatitzat sempre els valors de l'esperit.
Morí assassinat a mans dels republicans en Alcoi, després d'haver ser descobert ocult a casa d'uns familiars. Malgrat que es varen fer diverses investigacions sobre la seua desaparició, actualment no es coneix cap detall, llevat dels testimonis del seu martiri. L'1 de novembre de 2006 la Congregació per a les Causes dels Sants aprova la fase diocesana realitzada en València del procés de canonització de 36 religiosos franciscans, màrtirs de la persecució religiosa de 1936 entre els quals es troba inclòs i, per tant, ha estat considerat oficialment Sant de l'Església.